# Мар'янівка (Жовтоводська міська громада)
Мар'я́нівка — село в Україні, у Жовтоводській міській громаді Кам'янського району Дніпропетровської області.
Колишній центр Мар'янівської сільської ради. Населення — 481 мешканців.

## Географія
Село Мар'янівка знаходиться на березі річки Жовта (в основному на лівому березі), вище за течією примикає місто Жовті Води, нижче за течією на відстані 3 км розташоване село Ганнівка. По селу протікає висихний струмок з загатою.

## Історія
- Кінець XVIII століття — початок XIX століття — дата заснування.

## Населення

### Мова
Розподіл населення за рідною мовою за даними перепису 2001 року:
| Мова            | Відсоток |
| --------------- | -------- |
| українська      | 92,3 %   |
| російська       | 6,1 %    |
| інші/не вказали | 1,6 %    |

## Економіка
- Свинотоварна ферма «Дніпро-Гібрид».

## Об'єкти соціальної сфери
- Школа.
- Дитячий садочок.
- Фельдшерсько-акушерський пункт.
- Будинок культури.

## Екологія
- Відстійники гідрометалургійного заводу (уранові).